# James Scully (Schauspieler)
James Nicholas Scully (* 19. April 1992 in San Antonio) ist ein US-amerikanischer Filmschauspieler, der für seine Rolle in der Fernsehserie You – Du wirst mich lieben bekannt ist.

## Leben und Wirken
Scully wurde in San Antonio geboren. Da sein Vater, der bei der US Air Force tätig war, kurz nach Scullys Geburt in England stationiert wurde, lebte Scully bis zu seinem fünften Lebensjahr jedoch in England und kehrte dann nach San Antonio zurück. Scully besuchte eine Highschool mit dem Schwerpunkt Darstellende Künste und studierte im Anschluss an der Otterbein Universität in Westerville, Ohio. Sein Schauspieldebüt feierte Scully in der Webserie Sublets im Jahr 2016, 2018 spielte er die Hauptrolle in der Serie Heathers. 2019 feierte der Independentfilm Straight Up, in dem Scully ebenfalls eine Hauptrolle spielt, auf dem Outfest Premiere. 2019 wurde bekannt, dass er ab der zweiten Staffel in der Besetzung der Netflixserie You – Du wirst mich lieben zu sehen ist.

## Filmografie (Auswahl)
- 2016: Sublets (Fernsehserie, Folge Batman’s Girlfriend)
- 2017: Quantico (Fernsehserie, Folge Trollfabriken)
- 2018: Heathers (Fernsehserie, zehn Folgen)
- 2018: 9-1-1: Notruf L.A. (9-1-1, Fernsehserie, Folge  Weihnachtswunder)
- 2019: Straight Up
- 2019: You – Du wirst mich lieben (You, Fernsehserie, zehn Folgen)
- 2020:  Das Letzte, was er wollte (The Last Thing He Wanted)
- 2022: Fire Island